# Свети Илия (Фурка)
Вижте пояснителната страница за други значения на Свети Илия.
„Свети Илия“ (на македонска литературна норма: „Свети Илија“) е възрожденска православна църква в дойранското село Фурка, Северна Македония. Част е от Струмишката епархия на Македонската православна църква – Охридска архиепископия.
Храмът е изграден в 1880 година В архитектурно отношение църквата е трикорабна базилика с петостранна апсида на изток, разчленена с пиластри, свързани с дъги и оформящи слепи ниши. Покривната конструкция е на две води. Корабите са разделени с два реда колони с по четири дървени измазани стълба. Църквата е обявена в 2017 година за значимо културно наследство.
В църквата е запазена една сравнително голяма икона (74 х 50 cm) на Светите братя Кирил и Методий, дело на зографа Димитър Вангелов. Кирил и Методий са в обичайната си поза, а Исус Христос е представен в цял ръст, следван от два херувима. Сигнатурите са „Святіи Кириллъ Святіи Меθоди“, а дарителският надпис: „Се исподарува сиа икона за вечно спомнение отъ бабата Доста Ристу Цимова отъ село Богданци“. В десния долен ъгъл е зографският надпис „Изъ руки Димитріа Ванг. отъ село Петрово 1894“.